# Liisa Savolainen
Liisa Savolainen, född 5 augusti 1897 i Sankt Petersburg, död 31 augusti 1920 i Petrograd, var en finsk kommunist som var ett av offren för morden på Kuusinenklubben. 
Liisa Savolainen var dotter till en Sankt Petersburg-finsk arbetare och hade varit inblandad i grundandet av Finlands kommunistiska parti (FKP) 1918. Hon arbetade som sekreterare för Jukka Rahja och var även sekreterare för FKP:s militära organisation. 
Savolainen dog i den så kallade revolveroppositionens attack på sina partifränder under mötet i Kuusinenklubben den 31 augusti 1920. Hon begravdes tillsammans med de övriga offren på Marsfältet den 12 september 1920.